# Fritz Droop
Fritz Droop, född 1 mars 1875, död 2 september 1938, var en tysk författare.
Droop var redaktör för Mannheimer Tageblatt, och skrev lyriska och dramatiska arbeten, Stirb oder siege (1914), Der Landstreicher (1922) samt ett antal monografier.